# Castela retusa
Castela retusa är en bittervedsväxtart som beskrevs av Frederik Michael Liebmann. Castela retusa ingår i släktet Castela och familjen bittervedsväxter. Inga underarter finns listade i Catalogue of Life.